# Actinotus laxus
Actinotus laxus är en flockblommig växtart som beskrevs av Gregory John Keighery. Actinotus laxus ingår i släktet Actinotus och familjen flockblommiga växter. Inga underarter finns listade i Catalogue of Life.